# Paramoera koysama
Paramoera koysama is een vlokreeftensoort uit de familie van de Pontogeneiidae. De wetenschappelijke naam van de soort is voor het eerst geldig gepubliceerd in 1995 door Kuribayashi & Kyono.